# Dario Pieri
Dario Pieri (Florença, 1 de setembro de 1975) é um ciclista italiano, que foi profissional entre o 1997 e abril de 2006, quando decidiu o deixar após os Três dias de Panne, cansado de não encontrar o nível de 2003 por problemas de sobrepeso.
Ainda que só obteve quatro vitórias como profissional, entre elas o E3 Harelbeke de 2002, destacou nas clássicas com empedrado. Assim foi segundo na Volta à Flandres de 2000 e na Paris-Roubaix do 2003, onde foi batido no sprint por Peter Van Petegem.

## Palmarés
- 1996
- Tríptico das Ardenas

- 1998
  - 1 etapa dos Três Dias de Bruges–De Panne
  - 1 etapa do Tour de Langkawi

- 1999
  - 1 etapa da Volta a Eslovénia

- 2002
- E3 Harelbeke

### Resultados no Giro de Itália
- 1999. 81.º da classificação geral
- 2000. Abandona
- 2003. Fora de controle (18. ª etapa)

### Resultados no Tour de France
- 2000. Abandona (10. ª etapa)